# Championnats d'Afrique d'haltérophilie 1988
Les championnats d'Afrique d'haltérophilie 1988 sont la 4eédition des championnats d'Afrique d'haltérophilie. Ils se déroulent du 1988 à  Le Caire, Égypte

## Médaillés
| Épreuve     | Or                         | Argent                | Bronze |       |       |
| 52 kg       | 52 kg                      | 52 kg                 | 52 kg  | 52 kg | 52 kg |
| ----------- | -------------------------- | --------------------- | ------ | ----- | ----- |
| Arraché     | Mahmoud Ramadan (EGY)      |                       |        |       |       |
| Épaulé-jeté | Mahmoud Ramadan (EGY)      |                       |        |       |       |
| Total       | Mahmoud Ramadan (EGY)      |                       |        |       |       |
| 56 kg       |                            |                       |        |       |       |
| Arraché     | Ahmed Tarbi (ALG)          | Taoufik Maaouia (TUN) |        |       |       |
| Épaulé-jeté | Taoufik Maaouia (TUN)      | Ahmed Tarbi (ALG)     |        |       |       |
| Total       | Taoufik Maaouia (TUN)      | Ahmed Tarbi (ALG)     |        |       |       |
| 60 kg       |                            |                       |        |       |       |
| Arraché     | Azzedine Basbas (ALG)      |                       |        |       |       |
| Épaulé-jeté | Azzedine Basbas (ALG)      |                       |        |       |       |
| Total       | Azzedine Basbas (ALG)      |                       |        |       |       |
| 67,5 kg     |                            |                       |        |       |       |
| Arraché     | Hamdy Basiony Hassan (EGY) |                       |        |       |       |
| Épaulé-jeté | Hamdy Basiony Hassan (EGY) |                       |        |       |       |
| Total       | Hamdy Basiony Hassan (EGY) |                       |        |       |       |
| 75 kg       |                            |                       |        |       |       |
| Arraché     | Moustafa Allozy (EGY)      |                       |        |       |       |
| Épaulé-jeté | Moustafa Allozy (EGY)      |                       |        |       |       |
| Total       | Moustafa Allozy (EGY)      |                       |        |       |       |
| 82,5 kg     |                            |                       |        |       |       |
| Arraché     | Armen Khalil (EGY)         |                       |        |       |       |
| Épaulé-jeté | Armen Khalil (EGY)         |                       |        |       |       |
| Total       | Armen Khalil (EGY)         |                       |        |       |       |
| 90 kg       |                            |                       |        |       |       |
| Arraché     | Kamal Mahgoub (EGY)        |                       |        |       |       |
| Épaulé-jeté | Kamal Mahgoub (EGY)        |                       |        |       |       |
| Total       | Kamal Mahgoub (EGY)        |                       |        |       |       |
| 100 kg      |                            |                       |        |       |       |
| Arraché     | Ibrahim El-Bakh (EGY)      |                       |        |       |       |
| Épaulé-jeté | Ibrahim El-Bakh (EGY)      |                       |        |       |       |
| Total       | Ibrahim El-Bakh (EGY)      |                       |        |       |       |
| 110 kg      |                            |                       |        |       |       |
| Arraché     | Omar Yousfi (ALG)          |                       |        |       |       |
| Épaulé-jeté | Omar Yousfi (ALG)          |                       |        |       |       |
| Total       | Omar Yousfi (ALG)          |                       |        |       |       |
| +110 kg     |                            |                       |        |       |       |
| Arraché     | Reda El Batouti (EGY)      | Adham Fuad (EGY)      |        |       |       |
| Épaulé-jeté | Reda El Batouti (EGY)      | Adham Fuad (EGY)      |        |       |       |
| Total       | Reda El Batouti (EGY)      | Adham Fuad (EGY)      |        |       |       |

## Tableau des médailles
| Rang | Nation  | Or | Argent | Bronze | Total |
| ---- | ------- | -- | ------ | ------ | ----- |
| 1    | Égypte  | 21 | 3      | 0      | 24    |
| 2    | Algérie | 7  | 2      | 0      | 9     |
| 3    | Tunisie | 2  | 1      | 0      | 3     |